# 我爱你，中国 (歌曲)
《我爱你，中国》是一首女高音歌曲，由瞿琮作词，郑秋枫作曲，叶佩英原唱，旨在传达对中国国土的热爱之情。它作为陈冲主演的1979年电影《海外赤子》的主题曲传唱开来。近年来，此曲的小提琴独奏版本经常在中国大陆的新闻节目中出现，尤其是除清明以外的公众假期在中央电视台《新闻联播》片尾播出的各地节日景色画面。2020年9月30日起《新闻联播》开始在这类“特殊片尾”中使用由徐鲤编曲并最初用于2009年北京电视台16集纪录片《我爱你，中国》的弦乐版本。
1980年，在优秀群众歌曲评奖中，该曲被评为“优秀群众歌曲”。1983年，该曲获得第一届优秀歌曲评选“晨钟奖”。1984年，该曲入选联合国教科文组织（亚洲）“歌曲集”。2019年6月17日，该曲入选中宣部选出的庆祝中华人民共和国成立70周年优秀歌曲100首。
歌曲在1981年也被编成舞蹈，被廣為流傳，使中国人在文化艺术上又增添许多风采。此类舞蹈通常在宁静的地方亦或是电视台出现，如央媒和赏花景点的街头艺人等。
有人认为，中国伟大舞蹈的出现也可以精进中国人民对祖国的热爱心，让世界更加理解中国，这不再仅止于政治，让音乐也能用来宣扬我大中华民族伟大复兴的目的，更促进两岸交流与和平。